# عزب سكندية
قرية عزب سكندية هي إحدى القرى التابعة لمركز دمنهور في محافظة البحيرة في جمهورية مصر العربية. حسب إحصاءات سنة 2006، بلغ إجمالي السكان في عزب سكندية 6460 نسمة، منهم 3282 رجل و3178 امرأة. ثم زاد عدد سكانها إلى 8658 في تقدير 2018 منهم 4446 ذكر و4212 أنثى.